# Grégory Mallet
Grégory Mallet (Rueil-Malmaison, 21 marzo 1984) è un ex nuotatore francese.

## Palmarès
- Olimpiadi

Pechino 2008: argento nella 4x100m sl.
Londra 2012: argento nella 4x200m sl.
- Mondiali

Melbourne 2007: bronzo nella 4x100m sl.
Roma 2009: bronzo nella 4x100m sl.
Shanghai 2011: argento nella 4x200m sl.
Barcellona 2013: oro nella 4x100m sl.
- Europei

Budapest 2006: bronzo nella 4x100m sl.
Berlino 2014: oro nella 4x100m sl, argento nella 4x100m misti e bronzo nella 4x100m sl mista.
- Europei in vasca corta

Chartres 2012: oro nella 4x50m sl e nella 4x50m misti e bronzo nei 200m sl.